# Stelis calotricha
Stelis calotricha är en orkidéart som beskrevs av Rudolf Schlechter. Stelis calotricha ingår i släktet Stelis och familjen orkidéer. Inga underarter finns listade i Catalogue of Life.